# Spiegelungsmatrix
Als Spiegelungsmatrix bezeichnet man in der linearen Algebra eine Matrix, die eine Spiegelung darstellt. Das einfachste Beispiel ist die Spiegelung an einer Ursprungsgeraden {\displaystyle g} in der Ebene mit dem Neigungswinkel {\displaystyle \alpha }. Die Spiegelungsabbildung ergibt sich als Matrix-Vektor-Produkt der Matrix mit dem entsprechenden Vektor.

## Spiegelung an einer ebenen Ursprungsgeraden
Die Matrix einer Spiegelung {\displaystyle S_{g}} an einer Ursprungsgeraden mit dem Winkel {\displaystyle \alpha } zur positiven x-Achse ist:
{\displaystyle S_{g}={\begin{pmatrix}\cos 2\alpha &\sin 2\alpha \\\sin 2\alpha &-\cos 2\alpha \end{pmatrix}}}.
Zum Beispiel ist die Matrix einer Spiegelung S an der x-Achse:
{\displaystyle S={\begin{pmatrix}1&0\\0&-1\end{pmatrix}}}.

## Spiegelung an einer beliebigen ebenen Geraden
Damit lässt sich auch eine Darstellung der Spiegelung eines Vektors {\displaystyle {\vec {v}}} an einer beliebigen Geraden {\displaystyle g={\vec {a}}+r\cdot {\vec {u}}} mit Neigungswinkel {\displaystyle \alpha } darstellen. Hierzu sind zwei Schritte durchzuführen:
1. Es wird auf eine Spiegelung an einer Ursprungsgeraden {\displaystyle g^{*}=r\cdot {\vec {u}}} zurückgeführt. Dies wird durch Verschiebung von {\displaystyle g} um {\displaystyle -{\vec {a}}} erreicht: {\displaystyle {\vec {v}}'={\vec {v}}-{\vec {a}}}. Der Vektor {\displaystyle {\vec {v}}'} wird nun an {\displaystyle g^{*}} gespiegelt:
{\displaystyle {\vec {q}}'=S_{g}({\vec {v}}')=S_{g}({\vec {v}}-{\vec {a}})={\begin{pmatrix}\cos 2\alpha &\sin 2\alpha \\\sin 2\alpha &-\cos 2\alpha \end{pmatrix}}\cdot ({\vec {v}}-{\vec {a}})}
2. Verschiebung von {\displaystyle {\vec {q}}'} um den Stützvektor {\displaystyle {\vec {a}}} der Ausgangsgeraden {\displaystyle g}
{\displaystyle {\vec {q}}={\vec {q}}'+{\vec {a}}={\begin{pmatrix}\cos 2\alpha &\sin 2\alpha \\\sin 2\alpha &-\cos 2\alpha \end{pmatrix}}\cdot ({\vec {v}}-{\vec {a}})+{\vec {a}}}

## Allgemeinere Spiegelungen
Spiegelungsmatrizen sind orthogonale Matrizen und haben die Determinante −1. 
Die Darstellungen von Spiegelungen an Hyperebenen werden in der numerischen Mathematik als Householder-Matrizen bezeichnet.